# Giovanni Sollima
Giovanni Sollima (ur. 24 października 1962 w Palermo) – włoski kompozytor i wiolonczelista. Urodził się w rodzinie muzyków i studiował w konserwatorium w Palermo, potem zaś w Universität Mozarteum w Salzburgu.
Jego muzyka jest inspirowana minimalizmem. Amerykański krytyk Kyle Gann, nazwał Sollimę kompozytorem postminimalistycznym.